# عملیات نظامی
در این مقاله سه موضوع مختلف ولی مربوط به هم بررسی می‌شوند: عملیات‌های نظامی، عملیات به عنوان یک رویداد نظامی و سطح عملیاتی جنگ.

## عملیات‌های نظامی
عملیات‌های نظامی مجموعه‌ای از اقدامات نظامی است که در پاسخ به وضعیتی رو به گسترش انجام می‌شوند. این اقدامات به صورت یک نقشه یا طرح نظامی تهیه می‌شوند تا یک اوضاع خاص را به نفع نیروی مربوط تغییر دهند. عملیات‌ها به دو شکل رزمی و غیررزمی هستند و معمولاً به دلیل مسائل امنیتی از یک اسم رمز برای اشاره به آن‌ها استفاده می‌شود. عملیات‌های نظامی را به جای این که با اهداف عملیاتی واقعیشان بشناسند، غالباً با نامی که به آن مشهور شده‌اند می‌شناسند.
به موازات این چارچوب در عملیات‌ها، عناصر سازمان‌یافته‌ای در نیروهای مسلح وجود دارند که وظیفه‌شان هدایت عملیات‌ها در سطوح مختلف جنگ است. با این که ارتباطی کلی بین اندازهٔ یگان‌ها، محل عملیات آن‌ها و حوزهٔ مأموریتشان وجود دارد اما این ارتباط مطلق نیست. در واقع، مأموریتی که یگان اجرا می‌کند است که سطح جنگی را که در آن عملیات انجام می‌دهد را مشخص می‌کند.
عملیات‌های نظامی را می‌توان بنا بر مقیاس و حوزهٔ کاربرد نیرو و تأثیر آن‌ها بر نبردهای وسیع‌تر تقسیم‌بندی کرد. حوزهٔ عملیات‌های نظامی می‌تواند شامل موارد زیر باشد:
- صحنه: این حوزه عملیاتی سطحی بزرگ را در بر می‌گیرد که غالباً شامل عملیات در سطح قاره‌ای است. صحنهٔ عملیاتی نمایانگر التزام راهبردی ملی نسبت به نبرد است که همچون عملیات بارباروسا اهداف اصلی آن فراتر از مسائل نظامی صرف است و تأثیرات سیاسی و اقتصادی را نیز در بر می‌گیرد.
- لشکرکشی یا تهاجم: این مورد می‌تواند زیرمجموعه‌ای از صحنهٔ عملیاتی باشد یا به سطح جغرافیایی و التزام راهبردی عملیاتی کمتری نظیر نبرد بریتانیا نیاز داشته باشد. در این حوزه لازم نیست که التزام ملی به نبرد وجود داشته باشد یا اهدافی خارج از مسائل نظامی در نظر باشد.
- نبرد عملیاتی: این حوزه زیرمجموعه‌ای از یک لشکرکشی است که اهداف نظامی و آماج جغرافیایی را در نظر داشته و مانند نبرد گالیپولی توصیف واضحی دربارهٔ شیوهٔ استفاده از نیروها در آن آمده‌است. در نبرد گالیپولی که از دیدگاه عملیاتی یک عملیات مرکب به‌شمار می‌آید و به نام عملیات آبی-خاکی داردانل که بخشی از نبرد داردانل به‌شمار می‌آمد شهرت یافته‌است، در حدود ۴۸۰٬۰۰۰ نفر از نیروهای متفقین شرکت داشتند.
- درگیری: این حوزه شامل نبردهای تاکتیکی در سطح و آماج مشخص با استفاده از اقدامات یگان‌های مجزا است. برای مثال نبرد کورسک (Kursk) که به نام آلمانی‌اش یعنی عملیات سیتادل نیز شهرت یافته، شامل درگیری‌های مجزایی بود که بسیاری از آن‌ها در نبرد پروخوروفکا انجام شدند. نبرد کرسک که نشانگر عملیات آفندی آغازین آلمان‌ها بود، شامل دو عملیات متقابل شوروی به نام‌های عملیات کوتوزوف و عملیات پولکوفودتز رومیانتسف هم بود.

## سطح عملیاتی جنگ
سطح عملیاتی جنگ تقریباً در بین کانون راهبردی لشکرکشی و تاکتیک‌های یک درگیری قرار می‌گیرد. این سطح «سطحی میانی و مجزایی از جنگ است که بین راهبرد نظامی به عنوان کنترل‌کنندهٔ جنگ به‌طور کلی و تاکتیک به عنوان نبرد» قرار می‌گیرد. برای مثال می‌توان در طول جنگ جهانی دوم این مفهوم را برای دسته‌های تانک شوروی به کار برد.

## معیارهای پیروزی در عملیات
بررسی موفقیت یا ناکامی یک عملیات جنگی، از جمله به سه معیار زیر بستگی دارد:
یک: میزان برآورده شدن اهداف تعیین‌شده
دو: میزان تلفات انسانی
سه: تأثیر آن بر روند رویدادهای بعدی

## دیگر گونه‌های عملیات
- عملیات کیف سیاه
- عملیات استینگ
- عملیات مخفیانه
- عملیات پنهانی
- عملیات سری
- عملیات سیاه
- عملیات ویژه